# Pandju
Pandju är en ö i Viimsi kommun i Harjumaa i norra Estland. Den ligger i Tallinnbukten och Finska viken, väst om halvön Viimsi poolsaar och 13 km norr om huvudstaden Tallinn.
Klimatet i området är tempererat. Årsmedeltemperaturen i trakten är 5 °C. Den varmaste månaden är augusti, då medeltemperaturen är 17 °C, och den kallaste är februari, med −2 °C.